# The Trusts Arena
The Trusts Arena est une aréna polyvalente située à Waitakere, Auckland, en Nouvelle-Zélande. Elle accueille principalement des événements sportifs et des concerts musicaux.
Le stade, d'una capacité de 4 901 personnes, a été inauguré par le Premier ministre Helen Clark le 11 septembre 2004. 
Une piste d'athlétisme en plein air, connue sous le nom de Douglas Track and Field, est adjacente au stade avec une capacité de 3 000 personnes.
L'arène a accueilli les New Zealand Breakers par le passé et a également accueilli les Championnats du monde de netball en novembre 2007. Le stade est le siège de la franchise de netball, en plus d'être le lieu où Waitakere United joue à domicile.
En 2021, le stade a accueilli plusieurs matchs de la coupe du monde féminine de rugby à XV. En septembre 2023, la structure a accueilli des matchs de football dans le cadre du Tournoi pré-olympique masculin de l'OFC.